# Wanda Wieleżyńska
Wanda M. Wieleżyńska (ur. 23 marca 1912 w Grochowie) – honorowa obywatelka Radzymina.

## Życiorys
Mieszkała w Gdańsku. Żona ppłka Zygmunta Wieleżyńskiego, żołnierza 2 Pułku Artylerii Lekkiej Litewsko-Białoruskiej Dywizji, kawalera Krzyża Virtuti Militari, uczestnika walk o Radzymin w 1920.
10 sierpnia 1999 „w uznaniu za czyny męża w obronie Radzymina w sierpniu 1920” oraz za kultywowanie kontaktów z Radzyminem, rada miasta nadała jej tytuł Honorowego Obywatela Radzymina.